# Patayamatebele
Patayamatebele is een dorp in het district North-East in Botswana. De plaats telt 349 inwoners (2011).